# Wiktoryn (województwo świętokrzyskie)
Wiktoryn – wieś w Polsce położona w województwie świętokrzyskim, w powiecie ostrowieckim, w gminie Ćmielów.
W latach 1975–1998 miejscowość należała administracyjnie do województwa tarnobrzeskiego.